# پاتریک گارلند
پاتریک گارلند (انگلیسی: Patrick Garland؛ ۱۰ آوریل ۱۹۳۵ – ۱۹ آوریل ۲۰۱۳) هنرپیشه و کارگردان اهل بریتانیا بود. از فیلم‌هایش در مقام کارگردان خانه عروسک را می‌توان نام برد.